# Дайссельсдорп
Дайссельсдорп (африк. Dysselsdorp) — город в районном муниципалитете Гарден-Рут Западно-Капской провинции ЮАР. Входит в состав местного муниципалитета Оудсхоорн.

## Население
По данным переписи 2011 года, численность населения города составляла 12 544 человека. При площади города 12,45 кв. км, плотность населения — 1 007,77 чел. на кв. км. Количество домохозяйств — 2 423, плотность домохозяйств — 194,66 на кв. км. Половой состав: женщины — 52%, мужчины — 48%. Группы населения: цветные Южной Африки — 95%, народы банту Южной Африки — 4%. Родные языки: африкаанс — 97%.